# 萨蒂耶维贾耶纳加拉姆
萨蒂耶维贾耶纳加拉姆（Sathiyavijayanagaram），是印度泰米尔纳德邦Tiruvanamalai县的一个城镇。总人口5671（2001年）。

## 人口
该地2001年总人口5671人，其中男性2855人，女性2816人；0—6岁人口659人，其中男325人，女334人；识字率67.82%，其中男性为78.11%，女性为57.39%。